# Uppländska

Uppländska är de dialekter som talas i Uppland

Uppländska är samlingsnamnet på de svenska dialekter som talas i Uppland, både de gamla genuina folkmålen och det regionala standardspråk som talas där i dag. Landskapets dialekter räknas till sveamålen och låg till grund för den standardsvenska som började normeras på 1500-talet, tillsammans med högstatusdialekter i Östergötland och Södermanland. Uppland utgör ett centrum i det mellansvenska dialektområdet och har utövat ett starkt inflytande på andra dialekter, särskilt längs Östersjöns kuster från Öland i söder till norrländska kustmål i norr.

## Kännetecken
Uttalet av ä och e sammanfaller i större delen av landskapet till ett s.k. Stockholms-e, där skepp och läpp uttalas med samma vokalljud. Detta gäller inte framför r (är, ära, era, ferie, osv) där skillnaden bevaras. Vokalerna i och y kvarstår i stor utsträckning även om de är obetonade, i ord som himmil ('himmel') och bitin ('biten'). I ändelser kan även u och o kvarstå. Dialekterna visar spår efter vokalbalans, och vissa har u efter kort stavelse som i flugur ('flugor') och kaku ('kaka'), jämfört med o efter lång stavelse som i flickor och tjörkor ('kyrkor').
Framför kombinationerna nd, mb och ld bevaras a, till skillnad från dialekterna längre söderut. Det heter till exempel hand, kam (äldre kamb) och kall (äldre kalder), och inte hånd, kåmm och kåll som det kan göra i landskapen söder om Mälaren.
Att ö ibland uttalas snarlikt ett u förekommer, i vissa ord, dock ej i samma grad och omfattning som i västsvenska dialekter (som göteborgska) eller ens dagens stockholmska: På traditionell uppländska och sörmländska säger man visserligen durrn för dörren (August Strindberg rimmade dörr med surr), men å andra sidan också fönstre för fönstret.[källa behövs]
Konsonanten g kan bevaras i kombinationerna lg, rg och gd, där standardspråket har uttalet j, t.ex. i älg, varg, högd ('höjd'). Kombinationen mb som fanns i fornspråket kan kvarstå, till exempel i ortsnamnet Tumba och vimba (namn på en fiskart och en krök i ett vattendrag). Längst i öster kan stj i ord som stjärt uttalas med varje bokstav för sig, och inte med ett sj-ljud.
Upplandsmålen delar drag med många andra nord- och mellansvenska dialekter. Till exempel försvagas verbändelsen -ade i ord som kastade till -a, och ändelse-n i feminina ord som sängen och hon försvinner. Det finns som på många andra håll två olika l-ljud ("tunt" och "tjockt"), och ändelsen -t i ord som grese ('gräset') och take ('taket') bortfaller.
Bland novationer med mer begränsad spridning finns övergång från a till ä i kort stavelse, med ett u i ändelsen, lada → lädu, trana → tränu. I de östra delarna av landskapet förekommer diftongeringen ie eller eä av e där fornspråket hade äi, t.ex. i bien ('ben') och steän ('sten'), med tonvikt på e respektive ä.
Böjningsformerna varierar kraftigt mellan landskapets dialekter. Maskulina substantiv som i standardspråket slutar på -e får ofta ändelsen -a, i ord som bulla ('bulle'), spada ('spade') och stegga ('stege'). På samma sätt kan feminina ord som annars slutar på -a få ändelsen -u, särskilt i nordväst, t.ex. i flugu ('fluga'), stuggu ('stuga'). Ändelserna -a respektive -u är egentligen böjningsändelsen för genitiv, dativ och ackusativ i fornspråkets kasussystem.

### Indelning
Dialekterna i Uppland delas traditionellt in i tre grupper, som i någon mån sammanfaller med de vikingatida och medeltida folklandens gränser:
- I Tiundaland har dialekterna flera drag gemensamma med dialekterna i Norrland, framförallt den norrländska förmjukningen, som innebär att g och k uttalas som j/dj respektive tj inne i ord före främre vokal (alltså vokaler som ligger långt fram i munnen, i, e, y, ö och ä). Här säger man alltså skojin ('skogen') och sättjin ('säcken'). Ett annat drag som delas med nordligare mål är att r framför p, t, k uttalas tonlöst (hr) eller som rs, t.ex. i stährk eller stärsk ('stark'). I nordöstra delarna förekommer uttal med akut accent av ord som normalt har grav accent, t.ex. gubben och föda.[2] Den omvända utvecklingen förekommer i de andra två dialektgrupperna.

- De genuina folkmålen i Attundaland har flera mycket ålderdomliga drag bevarade, t.ex. bibehållen kasusböjning i ord som ackusativformen pöjkä till nominativ pöjken ('pojken'). Adjektiv böjs olika beroende på om huvudordet är femininum eller maskulinum, t.ex. e riker kär ('en rik man') och e rik gumma ('en rik gumma').[1] Bokstaven h i början uttalas på vissa håll inte alls, eller kan skjutas till: vår präst eter Halm ('vår präst heter Alm'). Både k och g kan uttalas "hårt" framför främre vokal, alltså utan att övergå till tj respektive j i ord som kylä ('kyla') och gift. I södra delarna har grav accent till stor del trängt ut akut accent.[2]

- Dialekterna i Fjädrundaland ligger mycket nära standardspråket vad gäller uttalet av vokalerna. Ändelsen -n i ord som gumman har bevarats. Den gamla kortstavigheten (kort vokal + kort konsonant) har funnits kvar ända in på 1900-talet, och finns kvar i vissa ord i västra Uppland, i ord som spada ('spade') och smula. Ett annat ålderdomligt drag som bevarats på vissa ställen är jämviktsaccent. I övriga Uppland uttalas a åt ä-hållet framför r och tjockt l, men detta gäller inte i Fjädrundaland där a kvarstår. På samma sätt som i Attundaland har grav accent till stor del ersatt akut accent, även i ord som hästen.[1] Runt Enköping är akut accent direkt sällsynt bland de äldre.